# Eduardo Bonomi
Edison Eduardo Bonomi Varela (Rocha, 14 d'octubre de 1948 – Parque del Plata, 20 de febrer de 2022) va ser un polític uruguaià, ministre de Treball i Seguretat Social del govern de Tabaré Vázquez, i ministre de l'Interior pel govern de José Mujica. Va ser elegit senador durant les eleccions presidencials del 2009 per la llista 609. Bonomi era membre del Moviment d'Alliberament Nacional - Tupamaros (MLN-T) i representant de la coalició política d'esquerres Front Ampli.
Eduardo Bonomi estudià veterinària a la Universitat de la República, a Montevideo. Poc temps després, el 1970, formà part de la guerrilla dels tupamaros, un moviment revolucionari d'ideologia esquerrana semi-clandestí en aquell temps i completament clandestí durant la dictadura militar (1973-1985). Com a resultat, el 1972 deixà els estudis i és empresonat fins a l'acabament de la dictadura, el 8 de març de 1985. Va romandre a la presó de Libertad, departament de San José, per més d'una dècada.
Amb la democràcia, continuà la seva militància al MLN-T i, posteriorment, al Front Ampli. Va ser director de moviments sindicalistes i va fundar, així mateix, el Congrés dels Treballadors de la Indústria de la Pesca de l'Uruguai, essent el seu secretari executiu.
El 2010 és elegit ministre de l'Interior pel president José Mujica, qui també va ser militant dels tupamaros i va ser empresonat durant la dictadura.